# Sarsia cliffordi
Sarsia cliffordi är en nässeldjursart som beskrevs av Anita Brinckmann-Voss 1989. Sarsia cliffordi ingår i släktet Sarsia och familjen Corynidae. Inga underarter finns listade i Catalogue of Life.